# Lista odcinków serialu Jeździec bez głowy
Poniżej znajduje się lista odcinków serialu telewizyjnego Jeździec bez głowy, emitowanego przez amerykańską stację telewizyjną  FOX od 13 września 2013 roku do 31 marca 2017 roku. Powstały cztery serię, które łącznie liczą 62 odcinki. W Polsce natomiast jest emitowany od 8 lutego 2014 roku do 27 sierpnia 2017 roku przez Fox Polska.
| Sezon | Sezon | Odcinki | Oryginalna emisja   | Oryginalna emisja | Oryginalna emisja | Oryginalna emisja | Oryginalna emisja |
| Sezon | Sezon | Odcinki | Premiera sezonu     | Finał sezonu      | Premiera sezonu   | Finał sezonu      |                   |
| ----- | ----- | ------- | ------------------- | ----------------- | ----------------- | ----------------- | ----------------- |
|       | 1     | 13      | 16 września 2013    | 20 stycznia 2014  | 8 lutego 2014     | 3 maja 2014       |                   |
|       | 2     | 18      | 22 września 2014    | 23 lutego 2015    | 8 listopada 2014  | 28 lutego 2015    |                   |
|       | 3     | 18      | 1 października 2015 | 8 kwietnia 2016   | 13 listopada 2015 | 16 czerwca 2016   |                   |
|       | 4     | 13      | 6 stycznia 2017     | 31 marca 2017     | 16 lipca 2017     | 27 sierpnia 2017  |                   |

## Sezon 1 (2013-2014)
| 1 | 1  | Zmartwychwstanie Ichaboda Crane'a Pilot          | Len Wiseman       | Roberto Orci, Alex Kurtzman, Phillip Iscove, Len Wiseman | 16 września 2013     | 8 lutego 2014    |
| Ichabod Crane oraz jeździec bez głowy budzą się w roku 2013 w Sennej Dolinie, ze swojego 250-letniego snu. Podczas gdy większość pracowników posterunku uważa Ichaboda za pomyleńca i domniemanego mordercy szeryfa, porucznik Abbie Mills, po bliskim spotkaniu z bezgłowym jeźdźcem, stara się o pomoc Ichaboda w śledztwie. W toku okazuje się, że bezgłowy jeździec jest jednym z jeźdźców Apokalipsy - Śmiercią.                                                           |    |                                                  |                   |                                                          |                      |                  |
| 2 | 2  | Krwawy księżyc Blood Moon                        | Ken Olin          | Roberto Orci, Alex Kurtzman, Mark Goffman                | 23 września 2013     | 15 lutego 2014   |
| Demon który zamordował policjanta Andy'ego zwraca mu życie, by pomógł w rezurekcji potężnej wiedźmy Serildy, która spłonęła na stosie ponad 200 lat wcześniej. Abby i Ichabod próbują przeszkodzić w dopełnieniu rytuału. Abbie ma wizję w której szeryf Corbin mówi jej by nie obawiała się liczby 49. |    |                                                  |                   |                                                          |                      |                  |
| 3 | 3  | Niech zło zatriumfuje... For the Triumph of Evil | John F. Showalter | Phillip Iscove Jose Molina                               | 30 września 2013     | 22 lutego 2014   |
| Psychiatra, która leczyła siostrę Abbie - Jennifer popełnia samobójstwo skacząc z budynku, a jej oczy są pełne piasku, a pan Gillespie, który podobnie jak siostry Mills widział demona w lesie, gdy odnalazł je dziesięć lat wcześniej, popełnia samobójstwo strzelając sobie w głowę. Ostrzega wcześniej Abby, że będzie następną ofiarą gdy tylko zapadnie w sen. Abby musi więc zmierzyć się z własną przeszłością i swoją siostrą.                                         |    |                                                  |                   |                                                          |                      |                  |
| 4 | 4  | Klucz Salomona The Lesser Key of Solomon         | Paul Edwards      | Damian Kindler                                           | 7 października 2013  | 1 marca 2014     |
| Ichabod pomaga Abby w poszukiwaniach jej siostry Jenny, która uciekła z zakładu psychiatrycznego. Okazuje się, że tropem Jenny podążają również tajemnicy osobnicy szukający pewnego przedmiotu. |    |                                                  |                   |                                                          |                      |                  |
| 5 | 5  | Zaginiony chłopiec John Doe                      | Ernest Dickerson  | Melissa Blake                                            | 14 października 2013 | 8 marca 2014     |
| Do miasteczka przybywa mały chłopiec, który mówi starszą odmianą języka angielskiego i jest chory na nieznaną nauce chorobę. Wkrótce choroba zaczyna się rozprzestrzeniać, więc Ichabod i Abby muszą odnaleźć lek na chorobę. |    |                                                  |                   |                                                          |                      |                  |
| 6 | 6  | Zjadacz grzechów The Sin Eater                   | Ken Olin          | Aaron Rahsaan Thomas, Alex Kurtzman, Mark Goffman        | 4 listopada 2013     | 15 marca 2014    |
| Ichabod zostaje uprowadzony, a Katrina kontaktuje się z Abbie poprzez wizję, ostrzegając ją przed powrotem bezgłowego jeźdźca. Podaje także sposób na zerwanie więzi między Ichabodem a jeźdźcem, w wyniku czego Abbie wspólnie siostrą poszukują „Zjadacza Grzechów”. W międzyczasie przykre wspomnienie ciąży na sumieniu Ichaboda, którego okoliczności doprowadziły również do poznania Katriny. Goście specjalni: John Noble jako Henry Parrish, James Frain jako Rutledge |    |                                                  |                   |                                                          |                      |                  |
| 7 | 7  | Nocny rajd The Midnight Ride                     | Doug Aarniokoski  | Heather V. Regnier                                       | 11 listopada 2013    | 22 marca 2014    |
| Abbie i Ichabod próbują odnaleźć sposób na przeszkodzenie Jeźdźcowi Apokalipsy w nawiedzaniu Sleepy Hollow. Andy Brooks odwiedza Abbie, oferując swą pomoc. Goście specjalni: John Cho jako Andy Brooks |    |                                                  |                   |                                                          |                      |                  |
| 8 | 8  | Nekromanta Necromancer                           | Paul Edwards      | Mark Goffman Phillip Iscove                              | 18 listopada 2013    | 29 marca 2014    |
| Mills i Crane przesłuchują Jeźdźca z pomocą Andy'ego, pomimo ostrzeżeń by tego nie robić. Okazuje się, że jeździec był niegdyś człowiekiem, byłym narzeczonym Katriny. Goście specjalni: Lyndie Greenwood jako Jenny Mills, John Cho jako Andy Brooks |    |                                                  |                   |                                                          |                      |                  |
| 9 | 9  | Sanktuarium Sanctuary                            | Liz Friedlander   | Damian Kindler Chitra Elizabeth Sampath                  | 25 listopada 2013    | 5 kwietnia 2014  |
| Mills i Crane poszukują zaginionej Leny Gilbert, multimiliarderki która jakiś czas temu zakupiła rodzinną posiadłość w Sleepy Hollow. Okazuje się, że dom ten należał niegdyś do znajomego Ichaboda i był to także dom w którym Katrina powiła syna Ichaboda. Obecnie dom uchodzi za nawiedzony i okazuje się wkrótce że Lena, Abby i Ichabod zostają w nim uwięzieni. |    |                                                  |                   |                                                          |                      |                  |
| 10 | 10 | Golem The Golem                                  | J. Miller Tobin   | Alex Kurtzman, Mark Goffman, Jose Molina                 | 9 grudnia 2013       | 12 kwietnia 2014 |
| Ichabod i Abbie proszą o pomoc Henry'ego Parrisha w poszukiwaniach informacji na temat syna Ichaboda. Henry wysyła Ichaboda do limbo by móc porozmawiać z Katriną. Gdy Ichabod powraca z zaświatów, grupa szuka Golema który został przywołany przez ich syna Jeremy'ego jako ochrona. Ichabod i Abbie otrzymują również wiadomość od Molocha. Goście specjalni: John Noble jako Henry Parrish, Amandla Stenberg jako Macey Irving, Jill Marie Jones jako Cynthia Irving        |    |                                                  |                   |                                                          |                      |                  |
| 11 | 11 | Opętanie Vessel                                  | Romeo Tirone      | Mark Goffman, David McMillan, Melissa Blake              | 13 stycznia 2014     | 19 kwietnia 2014 |
| Ancitif, sługus Molocha, który ma zdolność do przeskakiwania z ciała do ciała i opętywania swych ofiar, powraca do Sleepy Hollow po 7 latach nieobecności by szantażować kapitana Irvinga - jeżeli nie dostarczy mu Biblii George'a Washingtona, jego córce Macey stanie się coś złego. |    |                                                  |                   |                                                          |                      |                  |
| 12 | 12 | Człowiek niezastąpiony The Indispensable Man     | Adam Kane         | Sam Chalsen, Damian Kindler, Heather V. Regnier          | 20 stycznia 2014     | 26 kwietnia 2014 |
| 13 | 13 | Zła krew Bad Blood                               | Ken Olin          | Alex Kurtzman Mark Goffman                               | 20 stycznia 2014     | 3 maja 2014      |

## Sezon 2 (2014-2015)
| N/o | #  | Tytuł                                                 | Reżyseria           | Scenariusz                                      | Premiera             | Premiera w Polsce |
| --- | -- | ----------------------------------------------------- | ------------------- | ----------------------------------------------- | -------------------- | ----------------- |
| 14  | 1  | Wojna This Is War                                     | Ken Olin            | Mark Goffman                                    | 22 września 2014     | 8 listopada 2014  |
| 15  | 2  | Tajna broń Franklina The Kindred                      | Paul Edwards        | Mark Goffman, Albert Kim                        | 29 września 2014     | 15 listopada 2014 |
| 16  | 3  | Źródło wszelkiego zła Root of All Evil                | Jeffrey Hunt        | Melissa Blake, Donald Todd                      | 6 października 2014  | 22 listopada 2014 |
| 17  | 4  | Pójdźcie gdzie Wam wskażę... Go Where I Send Thee...  | Doug Aarniokoski    | Damian Kindler                                  | 13 października 2014 | 29 listopada 2014 |
| 18  | 5  | Płacząca dama The Weeping Lady                        | Larry Teng          | M. Raven Metzner                                | 20 października 2014 | 6 grudnia 2014    |
| 19  | 6  | A otchłań na powrót spogląda And the Abyss Gazes Back | Doug Aarniokoski    | Heather V. Regnier                              | 27 października 2014 | 13 grudnia 2014   |
| 20  | 7  | Wybawienie Deliverance                                | Nick Copus          | Sam Chalsen, Nelson Greaves                     | 3 listopada 2014     | 20 grudnia 2014   |
| 21  | 8  | Bez serca Heartless                                   | David Boyd          | Albert Kim                                      | 10 listopada 2014    | 27 grudnia 2014   |
| 22  | 9  | Mama                                                  | Wendey Stanzler     | Damian Kindler                                  | 17 listopada 2014    | 3 stycznia 2015   |
| 23  | 10 | Wielki dzieło Magnum Opus                             | Doug Aarniokoski    | Donald Todd                                     | 24 listopada 2014    | 10 stycznia 2015  |
| 24  | 11 | Poświęceni The Akeda                                  | Dwight Little       | Mark Goffman                                    | 1 grudnia 2014       | 17 stycznia 2015  |
| 25  | 12 | Raj utracony Paradise Lost                            | Russell Fine        | M. Raven Metzner                                | 5 stycznia 2015      | 24 stycznia 2015  |
| 26  | 13 | Oszczerczy obraz Pittura Infamante                    | John Leonetti       | Melissa Blake                                   | 19 stycznia 2015     | 31 stycznia 2015  |
| 27  | 14 | Kalijuga Kali Yuga                                    | Doug Aarniokoski    | Heather V. Regnier, Sam Chalsen, Nelson Greaves | 26 stycznia 2015     | 7 lutego 2015     |
| 28  | 15 | Czarownik Spellcaster                                 | Paul Edwards        | Albert Kim                                      | 2 lutego 2015        | 14 lutego 2015    |
| 29  | 16 | Co kryje się pod ziemią? What Lies Beneath            | Dwight Little       | Damian Kindler Phillip Iscove                   | 9 lutego 2015        | 21 lutego 2015    |
| 30  | 17 | Przebudzenie Awakening                                | Douglas Aarniokoski | Raven Metzner                                   | 16 lutego 2015       | 28 lutego 2015    |
| 31  | 18 | Czas ucieka Tempus Fugit                              | Paul Edwards        | Mark Goffman                                    | 23 lutego 2015       | 28 lutego 2015    |

## Sezon 3 (2015-2016)
18 marca 2015  roku, stacja FOX ogłosiła oficjalnie zamówienie 3 serii.
| N/o | #  | Tytuł                                               | Reżyseria          | Scenariusz                                      | Premiera             | Premiera w Polsce |
| --- | -- | --------------------------------------------------- | ------------------ | ----------------------------------------------- | -------------------- | ----------------- |
| 32  | 1  | Ja, Świadek I, Witness                              | Peter Weller       | Albert Kim                                      | 1 października 2015  | 13 listopada 2015 |
| 33  | 2  | Szepty w ciemności Whispers in the Dark             | Russell Fine       | M. Raven Metzner                                | 8 października 2015  | 20 listopada 2015 |
| 34  | 3  | Krew i strach Blood and Fear                        | Kate Dennis        | Damian Kindler                                  | 15 października 2015 | 27 listopada 2015 |
| 35  | 4  | Siostry Mills The Sisters Mills                     | Guillermo Navarro  | Heather V. Regnier                              | 22 października 2015 | 4 grudnia 2015    |
| 36  | 5  | Martwi nie snują opowieści Dead Men Tell No Tales   | Russell Fine       | Sam Chalsen, Nelson Greaves                     | 29 października 2015 | 11 grudnia 2015   |
| 37  | 6  | Czerwona dama z Karaibów This Red Lady from Caribee | Olatunde Osunsanmi | Shernold Edwards                                | 5 listopada 2015     | 18 grudnia 2015   |
| 38  | 7  | Sztuka wojny The Art of War                         | Hanelle Culpepper  | Joe Webb                                        | 12 listopada 2015    | 25 grudnia 2015   |
| 39  | 8  | Nowy porządek wieków Novus Ordo Seclorum            | Russell Fine       | Leigh Dana Jackson                              | 19 listopada 2015    | 1 stycznia 2016   |
| 40  | 9  | Jedno życie One Life                                | Kate Dennis        | Albert Kim                                      | 5 lutego 2016        | 15 kwietnia 2016  |
| 41  | 10 | Incydent w Stone Manor Incident At Stone Manor      | Dwight Little      | M. Raven Metzner                                | 12 lutego 2016       | 22 kwietnia 2016  |
| 42  | 11 | Bratnie dusze Kindred Spirits                       | Olatunde Osunsanmi | Heather V. Regnier                              | 19 lutego 2016       | 29 kwietnia 2016  |
| 43  | 12 | Grzechy ojca Sins of the Father                     | Wendey Stanzler    | Damian Kindler                                  | 26 lutego 2016       | 6 maja 2016       |
| 44  | 13 | Mroczne lustro Dark Mirror                          | Sylvain White      | Sam Chalsen, Nelson Greaves                     | 4 marca 2016         | 13 maja 2016      |
| 45  | 14 | W dziczy Into the Wild                              | Paul A. Edwards    | Albert Kim                                      | 11 marca 2016        | 20 maja 2016      |
| 46  | 15 | Odosobniony Incommunicado                           | Russell Fine       | Shernold Edwards, Heather V. Regnier            | 18 marca 2016        | 27 maja 2016      |
| 47  | 16 | Wczesne światło poranka Dawn's Early Light          | Paul Edwards       | Leigh Dana Jackson, Sam Chalsen, Nelson Greaves | 25 marca 2016        | 3 czerwca 2016    |
| 48  | 17 | Delaware                                            | Marc Roskin        | Damian Kindler                                  | 1 kwietnia 2016      | 10 czerwca 2016   |
| 49  | 18 | Zmierzch bogów &Ragnarok;                           | Russell Fine       | M. Raven Metzner                                | 8 kwietnia 2016      | 17 czerwca 2016   |

## Sezon 4 (2017)
13 maja 2016 roku, stacja FOX ogłosiła oficjalnie zamówienie 4 serii.
| N/o | #  | Tytuł                                                         | Reżyseria         | Scenariusz       | Premiera         | Premiera w Polsce |
| --- | -- | ------------------------------------------------------------- | ----------------- | ---------------- | ---------------- | ----------------- |
| 50  | 1  | Kolumbia Columbia                                             | Russell Fine      | Albert Kim       | 6 stycznia 2017  | 16 lipca 2017     |
| 51  | 2  | Na widoku In Plain Sight                                      | Marc Roskin       | Bryan Q. Miller  | 13 stycznia 2017 | 16 lipca 2017     |
| 52  | 3  | Głowy państwa Heads of State                                  | Kellie Cyrus      | M. Raven Metzner | 20 stycznia 2017 | 23 lipca 2017     |
| 53  | 4  | Naród przeciwko Ichabodowi Crane The People vs. Ichabod Crane | Jim O'Hanlon      | Sam Chalsen      | 27 stycznia 2017 | 23 lipca 2017     |
| 54  | 5  | Krew z kamienia Blood from a Stone                            | Marc Roskin       | Theo Travers     | 3 lutego 2017    | 30 lipca 2017     |
| 55  | 6  | Powrót do domu Homecoming                                     | Jim O'Hanlon      | Joe Webb         | 10 lutego 2017   | 30 lipca 2017     |
| 56  | 7  | W miejsce rodzica Loco Parentis                               | Russell Fine      | Zoë Green        | 17 lutego 2017   | 6 sierpnia 2017   |
| 57  | 8  | Zniewaga Sick Burn                                            | Darnell Martin    | Joey Falco       | 24 lutego 2017   | 6 sierpnia 2017   |
| 58  | 9  | Dziecięca zabawa Child's Play                                 | Michael Goi       | Francisca X. Hu  | 3 marca 2017     | 13 sierpnia 2017  |
| 59  | 10 | Nienasycony Insatiable                                        | Steven A. Adelson | Keely MacDonald  | 10 marca 2017    | 13 sierpnia 2017  |
| 60  | 11 | Desperaci The Way of the Gun                                  | Russell Fine      | Bryan Q. Miller  | 17 marca 2017    | 20 sierpnia 2017  |
| 61  | 12 | Jutro Tomorrow                                                | Marc Roskin       | Albert Kim       | 24 marca 2017    | 20 sierpnia 2017  |
| 63  | 13 | Wolność Freedom                                               | Russell Fine      | M. Raven Metzner | 31 marca 2017    | 27 sierpnia 2017  |